# التقريب والتيسير لمعرفة سنن البشير النذير (كتاب)
التقريب والتيسير لمعرفة سنن البشير النذير في أصول الحديث أبو زكريا محيي الدين يحيى بن شرف النووي (المتوفى: 676 هـ) وهو اختصار لكتاب علوم الحديث لابن الصلاح ، وقد شرحه السيوطي في تدريب الراوي.
كما شرحه السخاوي في شرح التقريب.

## نبذة عن الكتاب
كتاب يبحث في مصطلح الحديث الشريف يعرض لمجمل أنواع هذا العلم كالصحيح والحسن والضعيف والمنكر والمفصل والمدلس، وتكلم في مختلف الحديث وحكمه وتكلم في الناسخ والمنسوخ من الحديث، وتكلم في الأسانيد ومن تقبل روايته وبقية المباحث المتعلقة بهذا العلم .

## مقدمة المؤلف
ذكر المؤلف في مقدمته أن الكتاب هو مختصر من كتابة الإرشاد الذي هو بدوره تلخيص مقدمة ابن الصلاح في علوم الحديث.
| التقريب والتيسير لمعرفة سنن البشير النذير (كتاب) | الحمد لله الفتاح المنان، ذي الطول والفضل والإحسان، الذي من علينا بالإيمان، وفضل ديننا على سائر الأديان، ومحا بحبيبه وخليله وعبده ورسوله محمد صلى الله عليه وسلم عبادة الأوثان وخصه بالمعجزة والسنن المستمرة على تعاقب الأزمان، صلى الله عليه وعلى سائر النبيين وآل كل ما اختلف الملوان وما تكررت حكمه وذكره وتعاقب الجديدان. "أما بعد" فإن علم الحديث من أفضل القرب إلى رب العالمين، وكيف لا يكون وهو بيان طريق خير الخلق وأكرم الأولين والآخرين وهذا كتاب اختصرته من كتاب "الإرشاد" الذي اختصرته من علوم الحديث للشيخ الإمام الحافظ المتقن المحقق أبي عمرو عثمان بن عبد الرحمن المعروف بابن الصلاح رضي الله عنه، أبالغ فيه في الاختصار إن شاء الله تعالى من غير إخلال بالمقصود، وأحرص على إيضاح العبارة، وعلى الله الكريم الاعتماد وإليه التفويض والاستناد. | التقريب والتيسير لمعرفة سنن البشير النذير (كتاب) |

## أنواع علم الحديث في الكتاب
| - النوع الأول: الصحيح - النوع الثاني: الحسن - النوع الثالث: الضعيف - النوع الرابع: المسند - النوع الخامس: المتصل - النوع السادس: المرفوع - النوع السابع: الموقوف - النوع الثامن: المقطوع - النوع التاسع: المرسل - النوع العاشر: المنقطع - النوع الحادي عشر: المعضل - النوع الثاني عشر: التدليس - النوع الثالث عشر: الشاذ - النوع الرابع عشر: معرفة المنكر - النوع الخامس عشر: معرفة الاعتبار والمتابعات والشواهد - النوع السادس عشر: معرفة زيادات الثقات وحكمها - النوع السابع عشر: معرفة الإفراد - النوع الثامن عشر: المعلل - النوع التاسع عشر: المضطرب - النوع العشرون: المدرج - النوع الحادي والعشرون: الموضوع - النوع الثاني والعشرون: المقلوب - النوع الثالث والعشرون: صفة من تقبل روايته وما يتعلق به - النوع الرابع والعشرون كيفية سماع الحديث وتحمله وصفة ضبطه | - النوع الخامس والعشرون: كتابة الحديث وضبطه - النوع السادس والعشرون: صفة رواية الحديث - النوع السابع والعشرون: معرفة آداب المحدث - النوع الثامن والعشرون: معرفة آداب طالب الحديث - النوع التاسع والعشرون معرفة الإسناد العالي والنازل - النوع الثلاثون: المشهور من الحديث - النوع الحادي والثلاثون: الغريب والعزيز - النوع الثاني والثلاثون: غريب الحديث - النوع الثالث والثلاثون: المسلسل - النوع الرابع والثلاثون: ناسخ الحديث ومنسوخه - النوع الخامس والثلاثون: معرفة المصحف - النوع السادس والثلاثون: معرفة مختلف الحديث وحكمه - النوع السابع والثلاثون: معرفة المزيد في متصل الأسانيد - النوع الثامن والثلاثون: المراسيل الخفي إرسالها - النوع التاسع والثلاثون: معرفة الصحابة رضي الله عنهم - النوع الأربعون: معرفة التابعين رضي الله عنهم - النوع الحادي والأربعون: رواية الأكابر عن الأصاغر - النوع الثاني والأربعون: المدبج رواية القرين - النوع الثالث والأربعون: معرفة الإخوة - النوع الرابع والأربعون: رواية الآباء عن الأبناء - النوع الخامس والأربعون: رواية الأبناء عن آبائهم - النوع السادس والأربعون: من اشترك في الرواية عنه اثنان تباعد ما بين وفاتيهما. | - النوع السابع والأربعون: من لم يرو عنه إلا واحد - النوع الثامن والأربعون: معرفة من ذكر بأسماء أو صفات مختلفة - النوع التاسع والأربعون: معرفة المفردات - النوع الخمسون: في الأسماء والكنى - النوع الحادي والخمسون: معرفة كنى المعروفين بالأسماء - النوع الثاني والخمسون: الألقاب - النوع الثالث والخمسون: المؤتلف والمختلف - النوع الرابع والخمسون: المتفق والمفترق - النوع الخامس والخمسون: المتشابه - النوع السادس والخمسون: المتشابهون في الاسم والنسب المتمايزون بالتقديم والتأخير - النوع السابع والخمسون: معرفة المنسوبين إلى غير آبائهم - النوع الثامن الخمسون: النسب التي على خلاف ظاهرها - النوع التاسع والخمسون: المبهمات - النوع الستون: التواريخ والوفيات - النوع الحادي والستون: معرفة الثقات والضعفاء - النوع الثاني والستون: من خلط من الثقات - النوع الثالث والستون: طبقات العلماء والرواة - النوع الرابع والستون: معرفة الموالي - النوع الخامس والستون: معرفة أوطان الرواة وبلدانهم |

## طرق تحمل الحديث
أورد النووي تحت الباب الرابع والعشرين كيفية سماع الحديث وتحمله وصفة ضبطه تفصيلًا لطرق تحمل الحديث وجعلها ثمانية:
- القسم الأول: سماع لفظ الشيخ
- القسم الثاني: القراءة على الشيخ

«ويسميها أكثر المحدثين عرضاً سواء قرأت أو قرأ غيرك وأنت تسمع من كتاب أو حفظ الشيخ أم لا إذا أمسك أصله هو أو ثقة، وهي رواية صحيحة بلا خلاف في جميع ذلك إلا ما حكي عن بعض من لا يعتد به، واختلفوا في مساواتها للسماع من لفظ الشيخ ورجحانه عليها ورجحانها عليه»
- القسم الثالث: الإجازة وأنواعها
- القسم الرابع: المناولة
- القسم الخامس: المكاتبة
- القسم السادس: إعلام الشيخ الطالب
- القسم السابع: الوصية
- القسم الثامن: الوجادة